# Sveriges damlandslag i landhockey
Sveriges damlandslag i landhockey representerar Sverige i landhockey på damsidan. Laget deltog i Europamästerskapet 1995 i Amstelveen, där man dock åkte på stryk i alla sju matcherna.